# Sergio Saraceni
Sergio Guilherme Nunes Saraceni (Rio de Janeiro, 1 de novembro de 1952) é músico, compositor, arranjador e produtor muito atuante no mercado de trilhas sonoras originais, de 1975 até 2014.

## Biografia
Em 1962, ainda menino, aos 9 anos, Saraceni conhece o compositor Antônio Carlos Jobim durante as gravações da trilha original do longa-metragem 'Porto das Caixas, dirigido por seu tio Paulo Cezar Saraceni. Este fato mudaria para sempre a sua vida, e Saraceni teria a partir daí a sua trajetória entrelaçada à música e a figura de Jobim, seu grande mentor e inspirador, tendo se tornado bons amigos e parceiros de intermináveis conversas nos bares de Ipanema e Leblon.
A partir dos 11 anos, sempre estimulado por seu pai e familiares estudou violão clássico com Jodacil Damaceno, piano com Manoel Correa do Lago e Clelia Ognibene, teoria com George Kiszely, orquestração e composição com Eunice Katunda, teoria e solfejo com Bohumil Med. Estudou orquestração com Francis Hime. Aos 19 anos de idade, obtém o primeiro lugar no vestibular para a escola de música Instituto Villa-Lobos-Fefierj (1971), atual UniRio. Ao mesmo tempo, ingressa no curso de Direito da Universidade do Estado da Guanabara, UEG, atual UERJ
.

### Trajetória profissional
Mudou-se para os Estados Unidos em 1972, cursando a cátedra de arranjo e composição na prestigiosa Berklee College of Music, em Boston (não graduado). Saraceni foi um dos primeiros brasileiros a chegar na escola que é considerada o mais renomado centro de estudos de jazz e musica popular do mundo.
De volta para o Brasil em 1975, atuou como professor, dando aulas de violão clássico, piano e teoria musical, tocando em pequenos conjuntos e acompanhando cantores populares como Nana Caymmi, Emílio Santiago, Beth Carvalho, entre outros.
Em 1977, assina a trilha sonora original do seu primeiro filme, no premiado Anchieta, José do Brasil, longa-metragem dirigido por seu tio Paulo Cezar Saraceni, trabalho executado pela Orquestra Sinfônica do Estado de São Paulo, lançado em disco pelo selo Bandeirantes, de São Paulo. 
A partir daí, deu início a uma longeva e bem sucedida carreira como compositor de filmes e trilhas para a televisão. Musicou mais de 40 longas-metragens, inúmeros documentários, tendo trabalhado com alguns dos mais importantes cineastas brasileiros. Colaborou com Radamés Gnattali na produção e gravação da trilha sonora do filme Eles não usam Black-Tie (1980), de Leon Hirszman. Prêmio de Melhor filme do júri no importante Festival de Veneza, na Itália, em 1982. Em 1997, decide encerrar a carreira de compositor de cinema.

#### Na televisão brasileira
Em 1978, após um breve estágio no departamento musical da TV Globo, ingressa como arranjador no antigo e famoso programa de auditório Globo de Ouro, aonde os cantores mais famosos das paradas de sucesso se apresentaram ao vivo, com coro e orquestra, ou pequenos conjuntos. Neste tempo, constrói uma sólida amizade, parceria profissional e convívio com o maestro Radamés Gnattali,' até sua morte em 1988, no Rio de Janeiro.
Em 1979, dá início a um trabalho pioneiro ao lado dos maestros Waltel Branco e Geraldo Vespar, escrevendo as primeiras composições para as novelas e séries de TV, trabalho esse que abriu um enorme caminho para a Rede Globo e outras emissoras, visando a criação de núcleos de composição de trilhas originais para as obras. 
Até o início dos anos 80, não havia a inclusão de músicas originais compostas por músicos e compositores brasileiros, todos os programas de dramaturgia da TV Globo eram sonorizados até então com discos e trilhas sonoras americanas e europeias. Neste período a amizade e o convívio de Saraceni com Jobim e Radamés foi fortalecida.
Em sua trajetória na televisão, destacaram-se as composições e direção musical de Saraceni para as minisséries Anos Dourados (1985) e O Tempo e o Vento (1984) e em muitas novelas de sucesso, tais como, Vale Tudo - 1988, Roque Santeiro - 1985, entre dezenas de outros trabalhos. 
Em 1993, a convite do diretor Nilton Travesso, transferiu-se da TV Globo para o SBT para um novo projeto de criar um centro de produção de música original para dramaturgia, algo inédito naquela emissora. Permaneceu no SBT até 1995 quando deixa seu cargo de diretor musical. Ao sair, prossegue nas suas atividades como compositor e produtor de trilhas sonoras para cinema e publicidade. Em 1995, a convite de Cecília Conde, dá aulas de orquestração (1995/1996) no Conservatório Brasileiro de Música, no Rio de Janeiro.
Em 1997, a convite do diretor musical Aluísio Didier, assume as funções de produtor musical responsável pelas trilhas sonoras do canal Globonews. Em 1999, retorna ao núcleo de dramaturgia da TV Globo, como produtor, arranjador e compositor.
Ao longo de sua carreira na televisão e no cinema Sergio Saraceni trabalhou com alguns dos mais importantes diretores de televisão e cinema do país, tais como Roberto Talma, Walter Avancini, Paulo Ubiratan, Denise Saraceni, Roberto Farias, Dennis Carvalho, Jorge Fernando, Ricardo Waddington, Nilton Travesso, Daniel Filho, Paulo Cezar Saraceni, Nelson Pereira dos Santos, Carlos Manga, Paulo Thiago, Fábio Barreto, Paulo José, dentre muitos outros.

#### Premiações
Sergio Saraceni participou dos mais importantes festivais do cinema brasileiro (premiado cinco vezes), nos anos 80 e 90, em Gramado também em Brasília e recebeu premiações nos canais de televisão por onde passou.
Em agosto de 2021, recebeu da Musimagem Brasil (Associação de Compositores de Música para Audiovisual) o Premio Remo Usai, pelo conjunto de seu trabalho em 40 anos como compositor de cinema e televisão. Outros nomes de relevância agraciados com o mesmo Premio estão Edino Krieger, Sérgio Ricardo, Waltel Branco e Geraldo Vespar.

##### Vida Pessoal
Encerra a sua carreira profissional em 2014, fixando residência em Petrópolis, região serrana no Rio de Janeiro, aonde vive em companhia de sua mulher Raquel, e próximo do seu filho Bruno e dos netos.

## Carreira[6]

### Como Compositor de Filmes
| Ano  | Título                           | Cineasta brasileiro       |
| ---- | -------------------------------- | ------------------------- |
| 1986 | Os Trapalhões e o Rei do Futebol | Carlos Manga              |
| 1984 | Águia na Cabeça                  | Paulo Thiago              |
| 1988 | Policarpo Quaresma               | Paulo Thiago              |
| 1985 | O Rei do Rio                     | Fábio Barreto             |
| 1984 | Nunca Fomos tão Felizes          | Murilo Salles             |
| 1977 | Anchieta, José do Brasil         | Paulo Cezar Saraceni      |
| 1982 | Ao sul do meu corpo              | Paulo Cezar Saraceni      |
| 1988 | Natal da Portela                 | Paulo Cezar Saraceni      |
| 1999 | O viajante                       | Paulo Cezar Saraceni      |
| 1982 | Beijo na boca                    | Paulo Sergio de Almeida   |
| 1988 | Banana split                     | Paulo Sergio de Almeida   |
| 1986 | Fulaninha                        | David Neves               |
| 1980 | Um Ladrão                        | Nelson Pereira dos Santos |
| 1982 | Insônia                          | Nelson Pereira dos Santos |
| 1983 | Na Estrada da vida               | Nelson Pereira dos Santos |

### Como compositor e diretor musical
| Ano  | Programa          | Programa   |
| ---- | ----------------- | ---------- |
| 1984 | O Tempo e o Vento | Minissérie |
| 1985 | Anos Dourados     | Minissérie |
| 1985 | Roque Santeiro    | Telenovela |
| 1988 | Vale Tudo         | Telenovela |
| 2000 | A Muralha         | Minissérie |
| 2000 | O Cravo e a Rosa  | Telenovela |
| 2003 | Celebridade       | Telenovela |
| 2004 | Belíssima         | Telenovela |
| 2010 | Dalva & Herivelto | Minissérie |
| 2010 | Passione          | Telenovela |
| 2012 | Cheias de Charme  | Telenovela |